# Tracey Bates
Tracey Leone-Bates (* 5. Mai 1967) ist eine ehemalige US-amerikanische Fußballspielerin.

## Karriere

### College
Von 1985 bis 1989 spielte sie im Team der University of North Carolina at Chapel Hill, den Tar Heels, mit welchen sie mehrere Titel gewann.

### Nationalmannschaft
Bei der US-Nationalmannschaft hatte sie ab dem Jahr 1987 erste Einsätze. Danach wurde sie auch in den Kader für die Weltmeisterschaft 1991 berufen und kam hier einzig im Gruppenspiel gegen Japan zum Einsatz. Am Ende gewann sie mit ihrem Team dann den ersten offiziellen Weltmeistertitel.

### Trainer
Ihre Trainerkarriere begann bei den Creighton Bluejays als Co-Trainerin, wo sie von 1991 bis 1992 aktiv war. Danach wurde sie selbst Cheftrainerin bei den Clemson Tigers, wo sie von bis zum Jahr 1999 war. Ihr erster Job beim nationalen Verband war dann als Trainerin der U-19-Nationalmannschaft, den sie von 2000 bis ca. 2003 ausübte. Danach ging sie für das Jahr 2004 ins Trainerteam der A-Nationalmannschaft und wirkte hier als Co-Trainerin. Ab 2005 verließ sie den Verband wieder und war auch weiter als Co-Trainerin für die Arizona State Sun Devils bis 2006 besetzt. Danach ging sie in gleicher Rolle weiter zu Harvard Crimson. Ihre letzte bekannte Cheftrainerposition war dann von 2010 bis 2015 ein Amt bei den Northeastern Huskies.